# Wanda D'Isidoro
Wanda Catherine D'Isidoro Arcolín (sinh ngày 20 tháng 10 năm 1977 tại Boston, Massachusetts) là một nữ diễn viên người Mỹ gốc Venezuela. D'Isidoro được sinh ra từ một người mẹ Mỹ và một người cha gốc Sicilia, người đã gặp khi mẹ cô là một nữ diễn viên. Họ kết hôn và chuyển đến Venezuela, sau đó cô được sinh ra.

## Nghề nghiệp
Lần xuất hiện đầu tiên của Wanda D'Isidoro trên truyền hình là vào những năm 1991/1992 khi một quảng cáo về Malt Caracas, một người đàn ông ném ngã Benji và cô đã bị anh ta hôn khi anh ta gần chạm sàn. Sự quyến rũ và vẻ đẹp của Wanda D'Isidoro cho phép cô bước vào công ty Venevision.
Bắt đầu sự nghiệp ở Venevision, trong "Circo de las Cómplices", nơi Wanda D'Isidoro tham gia một cuộc thi mang tên "Alice ở xứ sở thần tiên", cho đến khi cô có cơ hội cổ vũ cho "El Club de los Tigritos". Trước đây, cô từng làm người mẫu với Jalymar Salomón trong game show "La Caravana del Dinero".
Năm 2012, Wanda D'Isidoro đóng vai chính là Priscilla trong loạt phim Nickelodeon, Grachi và Verónica Baeza trên El Rostro de la Venganza.
Năm 2013, Wanda D'Isidoro đã thu âm một sản phẩm của Telemundo với vai Bárbara Cano, (nhân vật phản diện chính) trong xà phòng Santa Diabla, được phát hành vào tháng 8 năm 2013 và chia sẻ đóng phim này với Gaby Espino, Aaron Diaz, Carlos Ponce và Ximena Duque.